# Orthomnion handelii
Orthomnion handelii là một loài Rêu trong họ Mniaceae. Loài này được (Broth.) T.J. Kop. mô tả khoa học đầu tiên năm 1980.